# Planchonella
Planchonella är ett släkte av tvåhjärtbladiga växter. Planchonella ingår i familjen Sapotaceae.

## Bildgalleri

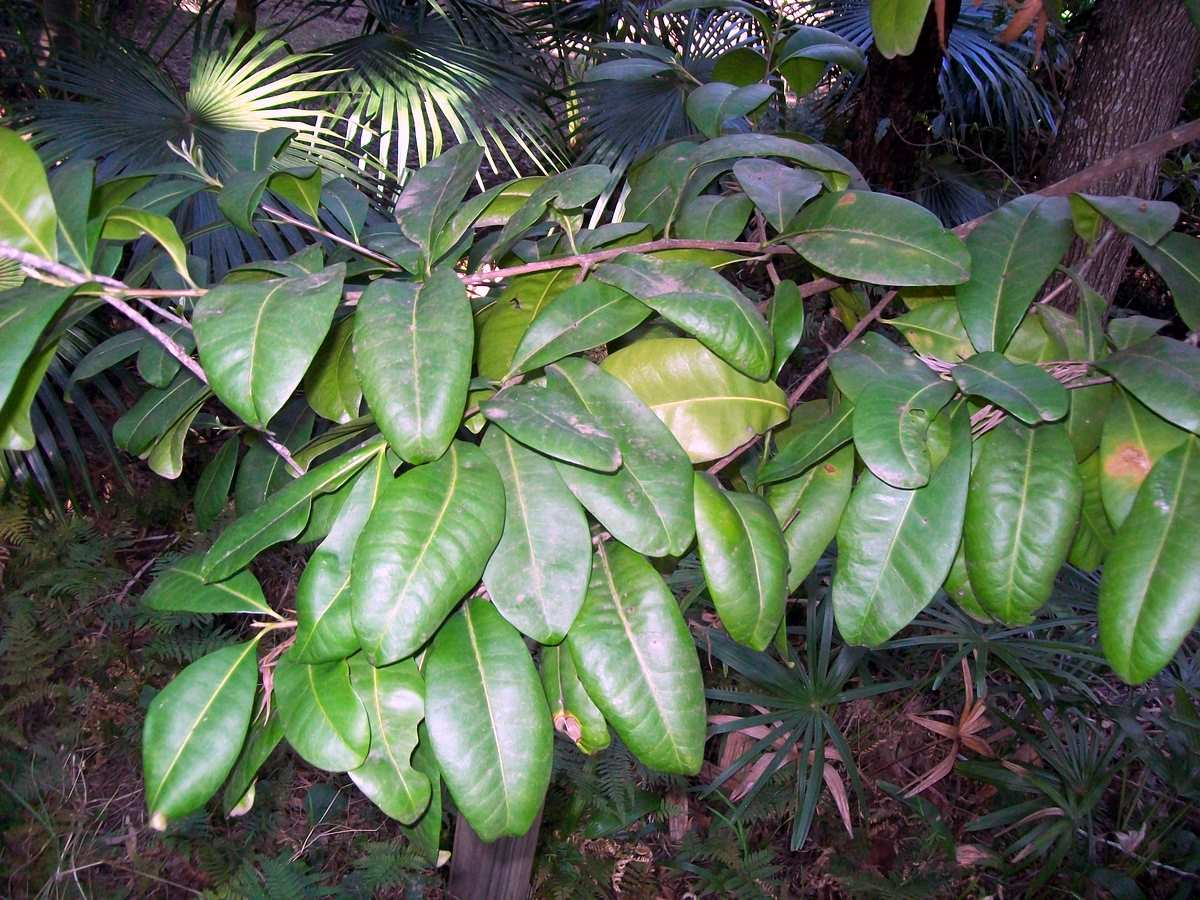
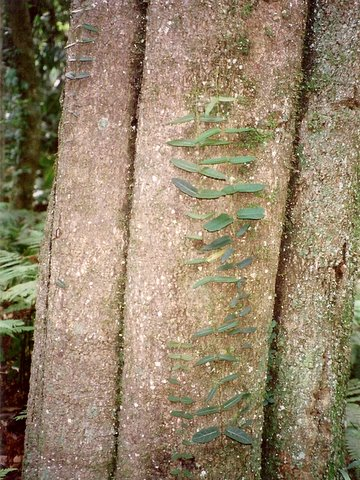

## Dottertaxa tillPlanchonella, i alfabetisk ordning[1]
- Planchonella amieuana
- Planchonella aneityensis
- Planchonella annamensis
- Planchonella anteridifera
- Planchonella arnhemica
- Planchonella asterocarpon
- Planchonella australis
- Planchonella baillonii
- Planchonella boninensis
- Planchonella brevipes
- Planchonella calcarea
- Planchonella cauliflora
- Planchonella chartacea
- Planchonella chrysophylloides
- Planchonella cinerea
- Planchonella clemensii
- Planchonella contermina
- Planchonella costata
- Planchonella cotinifolia
- Planchonella crassinervia
- Planchonella crenata
- Planchonella cyclopensis
- Planchonella densinervia
- Planchonella dies-reginae
- Planchonella dothioensis
- Planchonella duclitan
- Planchonella eerwah
- Planchonella endlicheri
- Planchonella ericiflora
- Planchonella erringtonii
- Planchonella euphlebia
- Planchonella firma
- Planchonella forbesii
- Planchonella foxworthyi
- Planchonella garberi
- Planchonella glauca
- Planchonella grandifolia
- Planchonella grayana
- Planchonella guillauminii
- Planchonella hochreutineri
- Planchonella howeana
- Planchonella kaalaensis
- Planchonella kaernbachiana
- Planchonella kaniensis
- Planchonella keyensis
- Planchonella koumaciensis
- Planchonella kuebiniensis
- Planchonella laetevirens
- Planchonella lamii
- Planchonella lamprophylla
- Planchonella latihila
- Planchonella lauracea
- Planchonella ledermannii
- Planchonella leptostylidifolia
- Planchonella lifuana
- Planchonella longipetiolata
- Planchonella luteocostata
- Planchonella macropoda
- Planchonella maingayi
- Planchonella mandjeliana
- Planchonella membranacea
- Planchonella micronesica
- Planchonella microphylla
- Planchonella mindanaensis
- Planchonella minutiflora
- Planchonella moluccana
- Planchonella monticola
- Planchonella myrsinifolia
- Planchonella myrsinodendron
- Planchonella myrsinoides
- Planchonella nebulicola
- Planchonella obovata
- Planchonella peekelii
- Planchonella petaloides
- Planchonella pinifolia
- Planchonella pohlmaniana
- Planchonella povilana
- Planchonella pronyensis
- Planchonella pyrulifera
- Planchonella reticulata
- Planchonella rheophytopsis
- Planchonella rigidifolia
- Planchonella roseoloba
- Planchonella rufocostata
- Planchonella saligna
- Planchonella sandwicensis
- Planchonella sarcospermoides
- Planchonella schlechteri
- Planchonella sessilis
- Planchonella skottsbergii
- Planchonella smithii
- Planchonella solida
- Planchonella sphaerocarpa
- Planchonella suboppositifolia
- Planchonella sussu
- Planchonella tahitensis
- Planchonella tenuipes
- Planchonella thiensis
- Planchonella thyrsoidea
- Planchonella torricellensis
- Planchonella umbonata
- Planchonella wakere
- Planchonella velutina
- Planchonella vitiensis
- Planchonella vrieseana
- Planchonella xylocarpa
- Planchonella yunnanensis